# Байронізм
Байронізм — літературна течія початку XIX ст., що виникла під впливом творчості англійського поета Дж. Г. Байрона (1788—1824), характеризується романтичним індивідуалізмом, розладом між поетом і суспільством, розчарованістю.

## Історія появи терміна

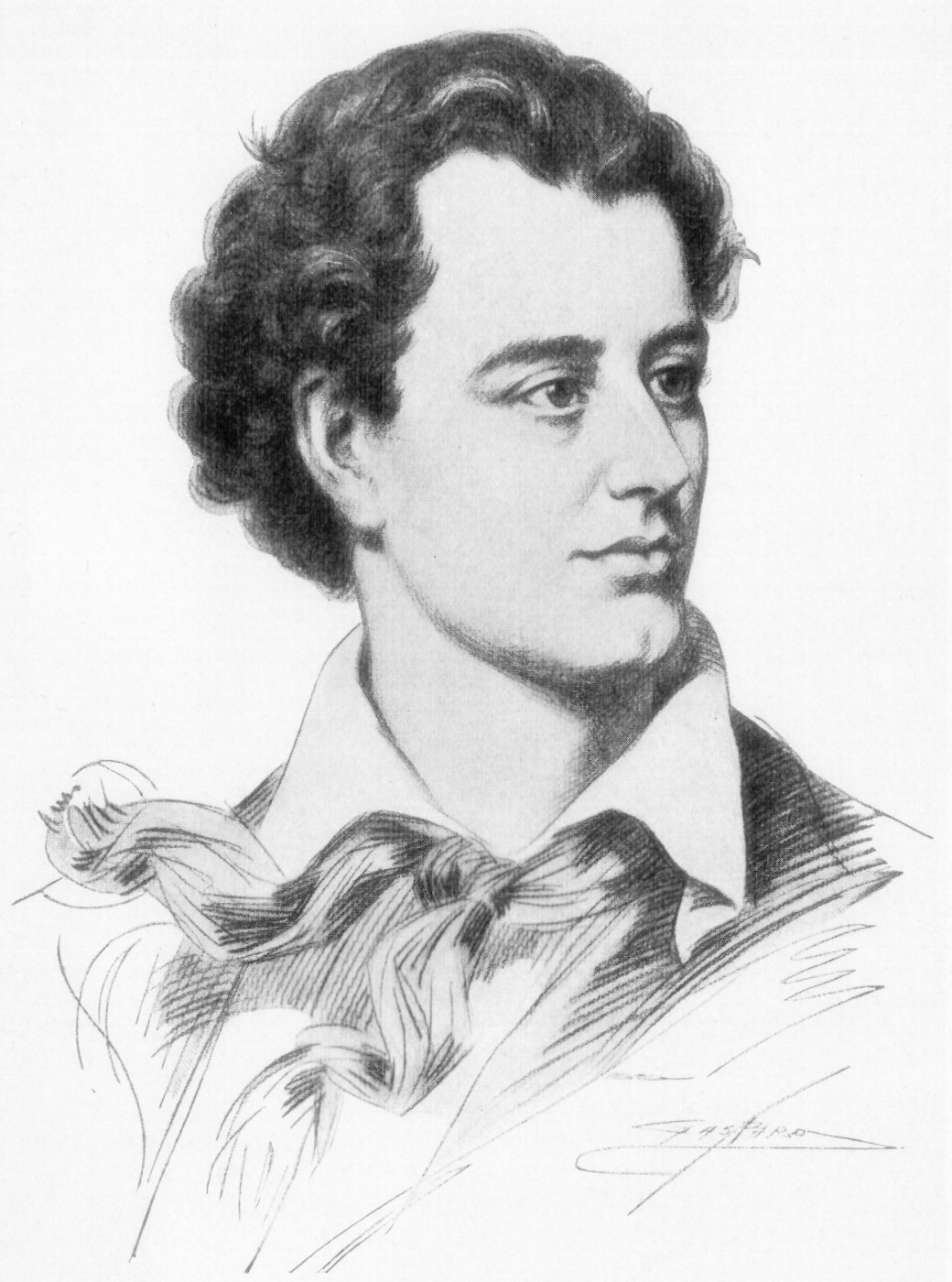
Джордж Гордон Байрон

Байронізм — особливий наднаціональний тип художнього світовідчуття, один з найяскравіших проявів романтизму.
Байронізм був своєрідним типом митецького бунту, який закономірно виник у Європі на початку XIX ст., отримав назву від прізвища англійського поета Джорджа Гордона Байрона, що його літературна і життєва позиція, чільні риси творчості були яскравим виразом основних ознак байронізму, а саме: «світової туги», індивідуалізму, титанізму, тираноборства, волелюбності, бунтарства, демонізму, абсолютизованому запереченню недосконалої дійсності, пошуку яскравих, сильних особистостей в історії та літературі, життєвого епатажу, захисту свободи народів і кожної особистості окремо та ін.
Байрон відчув, підхопив та персоніфікував той дух, що вже витав у повітрі.
Байронізм був притаманний В. Гюго, А. де Віньї, А. Мальчевскому, А.Міцкевичу, Ф-Р. Шатобріану, Д. Леопарді, Ю. Словацькому, М. Гоголю, Є. А. Баратинському, М.Лермонтову та ін.
Легендарні постаті української історії в байронічному дусі були втілені в поемах К. Рилєєва «Богдан Хмельницький», «Сповідь Наливайка», «Гайдамак».

## Байронізм в українській літературі
В українській літературі риси байронізму наявні в «Історії Русів», Т. Шевченка, Є. Гребінки, І. Срезневського, О. Кониського, Лесі Українки, І. Франка (окрім того, Франко досліджував творчість Байрона).
Риси байронізму є у поетів-романтиків: В. Забіли (зб. «Співи крізь сльози»), М. Петренка (зб. «Думи та співи»). Схожа тематика присутня у Лесі Українки: «Кримські спогади», «Кримські відгуки», «Раменеіс», «Весна в Єгипті».
Спільні риси у Лесі Українки є між байронівським «Дон Жуаном» та «Камінним господарем», між «Облогою Корінфу» та її «Оргією».
Спільним між Шевченком, Лесею Українкою та іншими митцями, що тяжіли до байронізму, є величезне прагнення свободи, звільнення поневолених народів.
Водночас характерною ознакою поезій Забіли, Петренка та низки інших українських поетів XIX ст. була «світова туга», мотив втечі від людей, оспівування «вільних стихій» (насамперед неба) тощо.
Байронізм проявлявся у творах: «Волох», «Палій», «Козак» Л. Боровиковського та «Козак», «Палій» М. Маркевича, а також у багатьох російських віршах Гребінки («Утешение», «Недуг» та ін.), де оспівується образ демонічного героя, що кидає виклик усьому світові.
Величезною є українська перекладацька байроніана: О. Веретенченко, С. Голованівський, Д. Загул, М. Кабалюк, Ю. Корецький, П. Куліш, Т. Осьмачка, Д. Паламарчук, М. Рошківський, М. Старицький, Є. Тимченко та ін.
Елементи байронізму спостерігалися у ранній поезії І. Драча, М.Вінграновського.